# Roberto Bardales
Roberto Bardales (Amazonas, Perú, 4 de mayo de 2003) es un futbolista peruano. Juega de centrocampista y su equipo actual es Cienciano de la primera división de la liga 1, debut Pirata Fútbol Club  de la Segunda División del Perú cedido por el Club Universitario de Deportes de la Primera División del Perú.

## Trayectoria

### Universitario de Deportes
Realizó las divisiones menores en Universitario de Deportes. En noviembre del 2020 firma su primer contrato profesional con el plantel merengue. Es parte de la pretemporada del equipo crema del 2021, finalmente quedaría como parte del plantel principal por pedido de Ángel Comizzo. Siendo el jugador más joven del plantel merengue.
En busca de más minutos fue cedido a préstamo al Pirata FC por todo la Fase 2 de la Segunda División del Perú. Debutó profesionalmente con Pirata FC y logró jugar 4 partidos, su equipo quedó último en el acumulado de la Segunda División.

## Clubes
| Club                      | País | Año        | PJ | Goles |
| ------------------------- | ---- | ---------- | -- | ----- |
| Universitario de Deportes | Perú | 2021       | 0  | 0     |
| Pirata FC (préstamo)      | Perú | 2021 - Act | 4  | 0     |

- Datos: Q110148046